# Giancarlo Badessi
Giancarlo Badessi (eigentlich Giancarlo Badese, * 21. September 1928 in Lecco; † 6. Dezember 2011 in Rom) war ein italienischer Schauspieler.

## Leben
Badessi arbeitete zunächst als Buchhalter und wandte sich erst Ende der 1960er Jahre der Schauspielerei zu. Der massive, untersetzte Darsteller begann mit Theaterarbeiten und schrieb auch zusammen mit Giancarlo Cobelli ein Stück, La caserma delle fate, das als Fermate il mondo… voglio scendere unter der Regie Cobellis bald verfilmt wurde. Ab 1968 widmete sich Badessi auch dem Kinofilm und spielte bis 1982 annähernd 50 Rollen, meist korrupte Anwälte, Bürgermeister oder Personen zweifelhafter Moral, häufig in Polizeifilmen. Daneben sah man ihn in zahlreichen Werbespots.

## Filmografie (Auswahl)
- 1968: Gangster sterben zweimal (Gangsters ’70)
- 1968: Tepepa
- 1969: La notte dei serpenti
- 1971: Der Clan, der seine Feinde lebendig einmauert (Confessione di un commissario di polizia al procuratore della repubblica)
- 1972: Drei Vaterunser für vier Halunken (Il grande duello)
- 1972: Das Geheimnis der grünen Stecknadel (Cosa avete fatto a Solange?)
- 1972: Monta in sella, figlio di…
- 1973: Partirono preti, tornarono… curati
- 1974: Der Tod trägt schwarzes Leder (La polizia chiede aiuto)
- 1974: Warum mußte Staatsanwalt Traini sterben? (Perché si uccide un magistrato)
- 1976: Action Winners (L'ultima volta)
- 1977: A Man Called Magnum (Napoli si ribella)
- 1979: Caligula (Caligola)
- 1982: Höllenkommando zur Ewigkeit (Fuga dall'arcipelago maledetto)